# Коростельов Георгій Олексійович
Георгій Олексійович Коростельов (рос. Георгий Алексеевич Коростелёв; 1 квітня 1885, місто Самара, тепер Російська Федерація — 17 березня 1932, Москва) — радянський партійний і державний діяч, керівник ревкому киргизького (казахського) краю у 1921—1924 роках. Кандидат у члени ЦК РКП(б) у 1924—1925 роках. Член Центральної контрольної комісії ВКП(б) у 1925—1932 роках.

## Життєпис
Народився в родині візника. Закінчив трикласну початкову парафіяльну школу в Самарі.
У 1897—1899 роках — учень, підмайстер приватної мідно-слюсарної майстерні в Самарі. У 1899—1902 роках — учень мідника Самарського механічного заводу. У 1902—1907 роках — робітник-мідник майстерні Самарської земської лікарні, робітник-мідник Жигулівського пивоварного заводу.
Член РСДРП(б) з 1905 року.
У 1905 році — член районної бойової дружини, організатор заводського комітету РСДРП. У жовтні 1905 року обраний членом Самарської міської ради робітничих депутатів. У 1905—1907 роках — член Механічного районного комітету РСДРП, член Самарського міського комітету РСДРП, член правління Самарської спілки металістів.
У 1907 році, під час підготовки виборів делегата на Лондонський з'їзд РСДРП, заарештований, деякий час перебував у в'язниці. Після звільнення переїхав до Оренбурга.
У 1907—1910 роках — слюсар Оренбурзьких залізничних майстерень. У травні 1908 року заарештований, але невдовзі звільнений із в'язниці. З 1908 по 1910 рік — секретар Оренбурзького комітету РСДРП(б).
У вересні 1910 року знову заарештований і висланий на два роки до міста Сольвичегодська Вологодської губернії. У 1911 році заарештований, але невдовзі звільнения.
Після повернення в Оренбург з 1913 по 1917 рік працював слюсарем Оренбурзьких залізничних майстерень, одночасно з 1913 по 1917 рік — секретар Оренбурзького комітету РСДРП(б).
З 1917 року — член Оренбурзької ради робітничих депутатів. З 1917 по 1918 рік перебував на підпільній роботі в Оренбурзі. У 1918 році командував загоном підпільників, які захопили залізничну станцію Оренбург, був її комендантом.
У 1918 році — член, заступник голови Оренбурзького губернського військово-революційного комітету, член колегії Оренбурзької губернського продовольчого комісаріату, голова Оренбурзької міської ради.
У 1918—1919 роках — агітатор-пропагандист політичного відділу Актюбинського фронту РСЧА.
У лютому 1919 — 1920 року — голова Оренбурзької губернської Ради народного господарства.
У 1920—1921 роках — секретар та голова виконавчого комітету Оренбурзької губернської ради. З лютого по липень 1921 року — секретар Оренбурзького губернського комітету РКП(б).
У 1921 році — комісар Оренбурзько-Ташкентської залізниці, народний комісар шляхів сполучення Киргизької АРСР.
Від вересня 1921 до жовтня 1924 року — відповідальний секретар Киргизького (Казахського) обласного комітету РКП(б). З 5 квітня 1922 по 1924 рік також був секретарем Киргизького бюро ЦК РКП(б).
У 1925 — вересні 1929 року — голова Московської губернської контрольної комісії ВКП(б). Одночасно, з червня по вересень 1929 року — голова Московської обласної контрольної комісії ВКП(б).
З 1929 року — член колегії Народного комісаріату робітничо-селянської інспекції РРФСР. У 1926—1930 — член президії Центральної контрольної комісії ВКП(б), від липня 1930 по 17 березня 1932 року — член Партійної колегії Центральної контрольної комісії ВКП(б).
Був делегатом Х та XIII Всеросійських з'їздів Рад робітничих, селянських, козацьких депутатів, обирався членом ВЦВК і ЦВК СРСР 1—2-го, 4—5=го скликань.
Помер 17 березня 1932 року в Москві, похований на Новодівочому цвинтарі.